# Fischhaus (Abenberg)
Fischhaus (im Fränkischen ebenso ausgesprochen) ist ein Gemeindeteil der Stadt Abenberg im Landkreis Roth (Mittelfranken, Bayern). Fischhaus liegt in der Gemarkung Dürrenmungenau.

## Geografie
Die Einöde liegt am Fischbach, der ein linker Zufluss der Fränkischen Rezat ist. 0,5 km südlich befindet sich das Dürrenmungenauer Holz. Mittlerweile ist der Fischhaus in der Ortsstraße Schloßallee des Gemeindeteils Dürrenmungenau aufgegangen. Diese führt ins Ortsinnere von Dürrenmungenau (0,5 km nordöstlich) bzw. über Pippenhof zur Bundesstraße 466 bei Wassermungenau (1,5 km südwestlich).

## Geschichte
Der Ort wurde in der ersten Hälfte des 19. Jahrhunderts auf dem Gemeindegebiet von Dürrenmungenau gegründet. Erstmals erwähnt wurde er in einem Ortsverzeichnis von 1837 als „Fischer“. Am 1. Mai 1978 wurde die Gemeinde Dürrenmungenau im Zuge der Gebietsreform in Bayern in die Stadt Abenberg eingegliedert.

## Einwohnerentwicklung
| Jahr      | 001836 | 001840 | 001861 | 001871 | 001885 | 001900 | 001925 | 001950 | 001961 | 001970 | 001987 |
| Einwohner | 6      | 6      | 6      | 6      | 5      | 3      | 4      | 5      | 4      | 7      | *      |
| Häuser    | 1      | 1      |        |        | 1      | 1      | 1      | 1      | 1      |        | *      |
| Quelle    | [ 5 ]  | [ 9 ]  | [ 10 ] | [ 11 ] | [ 12 ] | [ 13 ] | [ 14 ] | [ 15 ] | [ 16 ] | [ 17 ] | [ 18 ] |

## Religion
Die Einwohner evangelisch-lutherischer Konfession sind nach St. Jakobus (Dürrenmungenau) gepfarrt, die Einwohner römisch-katholischer Konfession nach St. Jakobus (Abenberg).